# Mézières-lez-Cléry
Mézières-lez-Cléry település Franciaországban, Loiret megyében. Lakosainak száma 857 fő (2022. január 1.). Mézières-lez-Cléry Saint-Hilaire-Saint-Mesmin, Ardon, Cléry-Saint-André, Jouy-le-Potier és Mareau-aux-Prés községekkel határos.

## Népesség
A település népességének változása:
| Lakosok száma | 427  | 549  | 583  | 703  | 814  | 825  | 824  | 815  | 840  | 857  |
|               | 1968 | 1982 | 1990 | 2006 | 2013 | 2015 | 2017 | 2019 | 2020 | 2022 |